# Aeródromo de San Cayetano
El Aeródromo de San Cayetano es un aeropuerto ubicado 2 km al noroeste de la ciudad de San Cayetano, Provincia de Buenos Aires, Argentina.